# Marienroda
Marienroda ist der kleinste Ortsteil der Gemeinde Finneland im Burgenlandkreis in Sachsen-Anhalt mit 32 Einwohnern.

## Lage
Der Weiler Marienroda befindet sich an der nordöstlichen Abdachung der Finne in einem hügelichen Gelände westlich der Bundesstraßen 87 und 250 sowie südlich der Bundesstraße 176.

## Geschichte
Marienroda wurde 1486 erstmals urkundlich erwähnt. Vorgänger des Weilers war ein Vorwerk des Rittergutes Steinburg. Der Gasthof war eine Ausspanne für die Kupfer- und Weinstraße nach Eisleben. Das Objekt fiel unter die Gesetze der Bodenreform nach 1945.